# Fiertés
Fiertés je francouzská televizní minisérie, kterou 3. května 2018 premiérově odvysílal televizní kanál ARTE. Série zahrnuje tři desetiletí vývoje francouzské společnosti a její postoje vůči homosexualitě a nemoci AIDS. Roky 1981, 1999 a 2013, ve kterých se jednotlivé díly odehrávají, mají pro francouzské LGBT hnutí historický význam.

## Děj
Na jaře 1981 probíhají ve Francii prezidentské volby. 17letý Victor pracuje na stavbě, kterou vede jeho otec Charles. Tam se seznámí s vrstevníkem Sélimem, synem předáka Sofiana. Victor chodí sice s dívkou Aurélií, tajně však udržuje vztah se Sélimem. Victorův otec je jednoho dne náhodným svědkem vztahu obou chlapců. Přestože je sám liberál a podporuje socialisty, homosexualitu u svého syna nedokáže akceptovat. Propustí Sélima a Sofiana informuje o sklonech jeho syna. Tím se vztah mezi mladíky rozpadne. Victor je ve škole šikanován. Když potká staršího Serge, zamiluje se do něj. Otec však jejich vztah neschvaluje a Sergovi vyhrožuje udáním na policii. Krátce po vítězství Mitteranda ve volbách oslavuje Victor své 18. narozeniny a odchází se Sergem od rodičů. Po roce Národní shromáždění přijímá na návrh socialistů zákon, kterým se snížil věk pro legální pohlavní styk u homosexuálů jako u heterosexuálů, tj. 15 let.
V roce 1999 je Victor začínající architekt, který získal svou první velkou zakázku. Stále žije se Sergem, kterému byl diagnostikován virus HIV. Serge pracuje v nadaci, která pomáhá mladým homosexuálům. Tím se seznamuje s Basilem, kterého rodiče vyhodili z domu. Pár se přátelí s Aurélií, která je svobodná matka, a občas se jí starají o dceru Emmu. Při realizaci svého projektu se Victor setkává na staveništi se Sélimem, který zde pracuje jako stavbyvedoucí. Je ženatý s Farah a otcem dvou dětí. Vicor a Sélim se opět začnou scházet a udržují tajný vztah. Victor se chce stát otcem a podá si žádost o adopci. Aby měl šanci být zařazen na seznam, předstírá, že je svobodný heterosexuál. Sociální pracovnice po pohovoru Victorovými rodiči přesto nedoporučí Victora kvůli utajované homosexualitě. Victor obviní otce, že skutečnost záměrně vyzradil, aby mu zmařil adopci. Farah ale Victorovi pomůže, protože se přátelí s městskou radní, ale za podmínky, že se Victor a Sélim už nikdy nesetkají. Victor se rozejde se Sergem, ovšem v adoptivním řízení se stane otcem malého Diega z Mexika. Národní shromáždění přijme Občanský pakt solidarity.
V roce 2013 chodí Diego na lyceum a brzy bude skládat maturitu. Ve škole je vystaven homofobním a rasistickým narážkám spolužáka Paula. Když se opakovaně poperou, Diegovi hrozí vyloučení ze školy. Victor se s Diegem kvůli tomu často hádá. Serge se je snaží usmiřovat, ale staví se na stranu Diega, čemuž Victor nerozumí. Diego také tajně navštěvuje svého ovdovělého dědečka Charlese, kterému Victor stále ještě neodpustil. Diego se zamiluje do Noémie, studentky práv prvního ročníku. Ukáže se, že to Paulova sestra. I přes počáteční obtíže se z nich stane pár. Serge a Diego jdou na demonstraci na podporu stejnopohlavního manželství. Když za nimi jde Victor, je zbit v boční ulici dvojicí protidemonstrantů a je vážně zraněn. Po propuštění z nemocnice uzavře se Sergem registrované partnerství. Krátce nato Serge umírá na následky nemoci AIDS. Národní shromáždění schválí zákon o stejnopohlavním manželství.

## Přehled postav
| Benjamin Voisin    | Victor (17 let)     |
| Samuel Theis       | Victor (dospělý)    |
| Sami Outalbali     | Sélim (17 let)      |
| Nicolas Cazalé     | Sélim (dospělý)     |
| Frédéric Pierrot   | Charles             |
| Emmanuelle Bercot  | Martine             |
| Lou Roy-Lecollinet | Aurélie (17 let)    |
| Sophie Quinton     | Aurélie (dospělá)   |
| Stanislas Nordey   | Serge               |
| Hafid Djemaï       | Sofiane             |
| Phénix Brossard    | Basile (17 let)     |
| Thomas Scimeca     | Basile (dospělý)    |
| Chiara Mastroianni | sociální pracovnice |
| Loubna Abidar      | Farah               |
| Julien Lopéz       | Diego               |
| Hugo Sire          | Paul                |
| Rebecca Marder     | Noémie              |
| Laura Renoncourt   | Emma                |
| Jérémie Elkaïm     | Pio                 |
| Marilyne Canto     | ředitelka školy     |